# Michael Arlen
Michael Arlen (n. 16 noiembrie 1895, Ruse, Principatul Bulgariei – d. 23 iunie 1956, New York City, New York, SUA), pe numele său original de Dikran Kouyoumdjian, a fost un eseist, nuvelist, romancier, dramaturg și scenarist armean.